# ジョージ・シーグマン
ジョージ・シーグマン（George Siegmann, 1882年2月8日 - 1928年6月22日）は、アメリカ合衆国の俳優、映画監督である。クレジットにはジョージ・A・シーグマン（George A. Siegmann）とされることもあった。

## 人物・来歴
1882年（明治15年）2月8日、アメリカ合衆国のニューヨーク州ニューヨーク市に生まれる。
1909年（明治42年）、アメリカン・ミュートスコープ・アンド・バイオグラフ（バイオグラフ・スタジオ）に俳優として入社、D・W・グリフィス監督の短篇映画 Confidence 等に出演して映画俳優としてのキャリアを開始する。1915年（大正4年）には His Lesson を監督して監督業にも進出する。1917年（大正6年）には、ユニヴァーサル・フィルム・マニュファクチュアリング・カンパニー（現在のユニバーサル・ピクチャーズ）の子会社・ブルーバード映画で、カーメル・マイヤーズを主演に『知らぬ妻』を監督し、同作は日本でも公開された。1919年（大正8年）に監督した『戦慄』を最後に監督業を廃業、俳優業に専念した。
1927年（昭和2年）、モード・ダービーと結婚する。
1928年（昭和3年）6月22日、カリフォルニア州ロサンゼルス市ハリウッドで悪性貧血のために死去した。満46歳没。同州イーストロサンゼルスのカルヴァリー墓地に眠る。

## おもなフィルモグラフィ
特筆のないものは出演作である。
- Confidence : 監督D・W・グリフィス、1909年
- 『ヘッセン人傭兵の反乱』 The Hessian Renegades : 監督D・W・グリフィス、1909年
- A Flash of Light : 監督D・W・グリフィス、1910年
- The Green-Eyed Devil : 監督ジェームズ・カークウッド、1914年
- 『先史時代』 Brute Force : 監督・主演ロバート・ハロン / メイ・マーシュ、1914年
- The Lover's Gift : 監督不明、1914年
- The Angel of Contention : 監督ジョン・B・オブライエン、1914年
- 『恐ろしき一夜』 The Avenging Conscience : 監督D・W・グリフィス、1914年
- His Lesson : 1915年 - 監督
- How Hazel Got Even : 1915年 - 監督
- The Man with a Record : 1915年 - 監督
- The Victim : 1915年 - 監督
- A Breath of Summer : 1915年 - 監督
- 『泥地獄』 A Yankee from the West : 1915年 - 監督
- Hearts and Flowers : 1915年 - 監督
- Atta Boy's Last Race : 1916年 - 監督
- 『國民の創生』 Birth of A Nation : 監督D・W・グリフィス、1916年
- 『イントレランス』 Intolerance : 監督D・W・グリフィス、1916年
- The Little Yank : 1917年 - 監督
- Should She Obey? : 1917年 - 監督
- Mother Love and the Law : 1917年 - 監督
- 『知らぬ妻』 My Unmarried Wife : 主演カーメル・マイヤーズ、1917年 - 監督
- 『偉大なる愛』 The Great Love : 監督D・W・グリフィス、1918年
- 『鷹の追跡』 The Hawk's Trail : 監督W・S・ヴァン・ダイク、1919年
- 『火の女』（別題『セヴィルの短気者』） The Spitfire of Seville : 1919年 - 監督
- 『女優の罪』（別題『陰の女』） The Woman Under Cover : 1919年 - 監督
- 『戦慄』（別題『恐怖の瞬間』） The Trembling Hour : 1919年 - 監督
- The Big Punch : 監督ジャック・フォード、1921年
- 『吹雪の道』 Desperate Trails : 監督ジャック・フォード、1921年
- 『三銃士』 The Three Musketeers : 監督フレッド・ニブロ、1921年
- 『オリヴァー・トゥイスト』 Oliver Twist : 監督フランク・ロイド、1922年
- 『情熱の悪鬼』 A Sainted Devil : 監督ジョセフ・ヘナベリー、1924年
- 『東は東西は西』 Never the Twain Shall Meet : 監督モーリス・トゥールヌール、1925年
- 『帝国ホテル』 Hotel Imperial : 監督マウリッツ・スティルレル、1927年
- The Red Mill : 監督ウィル・グッドリッチ、1927年
- 『猫とカナリヤ』 The Cat and the Canary : 監督パウル・レニ、1927年
- 『アンクル・トムス・ケビン』 Uncle Tom's Cabin : 監督ハリー・A・ポラード、1927年
- 『笑ふ男』 The Man Who Laughs : 監督パウル・レニ、1928年

## 関連事項
- バイオグラフ・スタジオ （en:Biograph Studios）
- 悪性貧血 （en:Pernicious anemia）
- en:Calvary Cemetery, East Los Angeles

## 註
1. 1 2 3 4 5 6 7 8 9 10  George Siegmann, Internet Movie Database （英語）, 2010年4月28日閲覧。
2. ↑  『ブルーバード映画の記録』 : 製作・著・発行山中十志雄・塚田嘉信、1984年4月、p.60-63.
3. ↑  George Siegmann, Find A Grave （英語）, 2010年4月28日閲覧。